# 浦北県
浦北県（ほほく-けん）は中華人民共和国広西チワン族自治区欽州市に位置する県。

## 行政区画
- 街道:小江街道、江城街道
- 鎮:泉水鎮、石埇鎮、安石鎮、張黄鎮、大成鎮、白石水鎮、北通鎮、三合鎮、竜門鎮、福旺鎮、寨圩鎮、楽民鎮、六硍鎮、平睦鎮、官垌鎮